# Ernesto Ruffini
Ernesto Ruffini (San Benedetto Po, 19 gennaio 1888 – Palermo, 11 giugno 1967) è stato un cardinale, arcivescovo cattolico e biblista italiano.

## Biografia
Nacque a San Benedetto Po il 19 gennaio 1888. Quinto di otto figli, è stato zio del politico Attilio Ruffini e prozio del giornalista Paolo Ruffini. Ruffini entrò a soli dieci anni nel seminario di Mantova, dove rimase fino al 1910. Nel settembre dello stesso anno conseguì la laurea in Teologia presso la pontificia Facoltà teologica dell'Italia settentrionale a Milano e l'anno successivo la laurea in Filosofia presso la Pontificia accademia di San Tommaso d'Aquino in Roma. Il 10 luglio dello stesso anno fu ordinato sacerdote.

### Il periodo romano
Ruffini lasciò Mantova per recarsi a Roma, dove, dal 1911 al 1913 frequentò il Pontificio istituto biblico conseguendo il diploma di professore in Sacra Scrittura. Nel 1913 venne nominato professore di Introduzione biblica all'ateneo pontificio del Seminario Romano Maggiore (poi Pontificia Università Lateranense), dove continuò ad insegnare fino al 1932.
Nel 1917 Benedetto XV gli affidò la cattedra di Scienze bibliche nel pontificio Ateneo di Propaganda Fide, ove insegnò pure fino al 1932. Negli anni della sua permanenza a Roma, gli furono affidati vari incarichi presso il vicariato e le congregazioni romane. Così, nel 1924 venne nominato delegato diocesano per Roma dell'Unione missionaria del clero, esaminatore del Clero romano, sostituto per la censura dei libri al Sant'Uffizio, consultore della suprema Congregazione del Sant'Uffizio e della Commissione biblica.
Nel 1925 viene eletto prelato domestico di Sua Santità. Nel 1928 fu nominato da papa Pio XI, segretario della Sacra Congregazione dei seminari e delle università degli studi e consultore della Sacra congregazione concistoriale e, in quella sua nuova veste, preparò la riforma degli studi che, il 24 maggio 1931, culminò nella costituzione apostolica Deus scientiarum Dominus.
Pio XI volle che l'Università Lateranense fosse la prima ad applicare la riforma degli studi e, così, nel 1930 nominò mons. Ernesto Ruffini prefetto degli Studi al Pontificio Ateneo Lateranense e poi, dall'anno accademico 1931-1932, come primo rettore della stessa Università Lateranense. In quel periodo, venne anche nominato consultore della Sacra Congregazione degli Affari Ecclesiastici Straordinari (1929) ed ebbe un ruolo importante nell'istituzione del Pontificio Ateneo Salesiano e nella espansione dell'Università Cattolica del Sacro Cuore, sostenendo in questo progetto Padre Agostino Gemelli.
Nel 1934, Pio XI lo nominò membro della Missione Pontificia al XXXII Congresso eucaristico internazionale di Buenos Aires, presieduto dall'allora segretario di Stato, cardinale Eugenio Pacelli, futuro papa Pio XII. Nel 1944 fonda a Roma, per i medici, l'Unione medico-biologica San Luca. Durante le vessazioni razziste esercitate dal fascismo contro gli ebrei italiani fu di aiuto ai tanti ebrei che cercarono di nascondersi per sfuggire alle persecuzioni naziste.

Mons. Ruffini nel 1946 con gruppo di ebrei salvati dalle persecuzioni

In quegli anni mons. Ruffini viveva a Trastevere, presso il palazzo di San Callisto, che godeva dell'extraterritorialità.
Nel palazzo si trovavano la congregazione del Concilio, quella dei religiosi, quella dei riti e quella dei seminari di cui era segretario proprio mons Ruffini. In quell'edificio trovarono rifugio circa un centinaio di ebrei grazie all'accoglienza di diversi prelati, tra i quali, appunto, Ruffini.
La Guardia palatina, in un'occasione dovette resistere al tentativo di un gruppo di fascisti che voleva irrompere nei palazzi pontifici per catturare coloro che avevano trovato rifugio. Fu vicino anche alle persone di cultura ed ebbe un particolare influsso nella conversione al cristianesimo del gran rabbino della comunità ebraica di Roma, Israele Zolli, con il quale aveva in comune l'amore per lo studio delle Sacre Scritture.
Fu inoltre vicino alla famiglia di Enrico Fermi. Nella parrocchia romana di San Roberto Bellarmino, in piazza Ungheria, sono conservati i registri da cui risulta che l'allora mons. Ruffini il 5 dicembre 1938 - giorno prima della partenza di Fermi della sua famiglia per Stoccolma per ritirare il premio Nobel e da dove avrebbero proseguito per gli Stati Uniti – dapprima battezzò la moglie di Fermi, Laura (padrini Edoardo e Ginestra Amaldi) e successivamente celebrò anche il loro matrimonio secondo il rito cattolico (testimoni i due padrini e il prof. Ugo Amaldi).
Il giorno dopo Fermi partì per Stoccolma a ritirare il premio Nobel e a un mese di distanza dalla promulgazione in Italia delle leggi razziali.

### Arcivescovo di Palermo e cardinalato

Il cardinale Ruffini con papa Pio XII, al secolo Eugenio Pacelli

Nel 1945, Pio XII, in seguito alla rinuncia del cardinale Luigi Lavitrano, gli offrì la cattedra di San Mamiliano.
Nominato arcivescovo di Palermo l'11 ottobre, fu consacrato vescovo l'8 dicembre 1945 nella chiesa di Sant'Ignazio a Roma, per l'imposizione delle mani del cardinale Giuseppe Pizzardo, prefetto della Congregazione per i seminari e le Università degli Studi, co-consacranti Domenico Menna, vescovo di Mantova, e l'arcivescovo Francesco Borgongini Duca, nunzio apostolico per l'Italia.
Ruffini fu elevato alla Sacra Porpora il 18 febbraio 1946 con il titolo cardinalizio di Santa Sabina divenendo, fino alla nomina di Giuseppe Siri, il porporato italiano più giovane.
Il 31 marzo fece il suo ingresso in una Palermo distrutta dalla guerra, contestualmente venne nominato amministratore apostolico dell'eparchia di Piana degli Albanesi.
Nell'ottobre del 1950 presiedette, in qualità di legato pontificio il Congresso eucaristico nazionale e il Congresso delle vocazioni sacerdotali di Rosario in Argentina. Nello stesso periodo gli venne conferita la laurea honoris causa in diritto dall'Università di Buenos Aires. Nel giugno del 1952, sempre nella veste di legato pontificio, indisse e presiedette il Concilio plenario siculo.
Durante quegli anni, si prodigò incessantemente per la costruzione di centri di assistenza familiare, scuole materne ed elementari, ambulatori per ammalati in condizioni di povertà, villaggi per i senzatetto e per gli anziani. Fu così che sorsero il poliambulatorio arcivescovile per gli ammalati che non potevano usufruire delle prestazioni sanitarie pubbliche e della previdenza sociale, gli oratori arcivescovili, dove vennero raccolti e istruiti migliaia di fanciulli. In suo onore fu creato il quartiere Villaggio Ruffini, nel quale affluirono i palermitani che, allora, abitavano nelle grotte di Spirito Santo della Guadagna, di Via Perpignano, di Piazza Grande, dell'Albergheria, e nel quartiere Lo Cicero.
Nelle zone più depresse della città fece sorgere centri sociali fece costruire dodici scuole materne.
Per gli anziani impossibilitati ad essere accolti negl'istituti di pubblica beneficenza, creò il Villaggio dell'Ospitalità, dove trovarono alloggio 80 nuclei familiari. Per i bambini gracili e deperiti, fondò La Casa della Gioia, alle pendici del Monte Caputo, all'interno della quale funzionavano 5 classi elementari parificate. A Boccadifalco fece organizzare anche un centro di orientamento professionale.
Ruffini e l'episcopato siciliano dichiararono autentica la Lacrimazione di Maria a Siracusa:

«I Vescovi di Sicilia, riuniti per la consueta Conferenza in Bagheria (Palermo), dopo aver ascoltato l'ampia relazione dell'Ecc.mo Mons. Ettore Baranzini, Arcivescovo di Siracusa, circa la "Lacrimazione" della Immagine del Cuore Immacolato di Maria, avvenuta ripetutamente nei giorni 29-30-31 agosto e 1 settembre di quest'anno, a Siracusa (via degli Orti 11), vagliate attentamente le relative testimonianze dei documenti originali, hanno concluso unanimemente che non si può mettere in dubbio la realtà della Lacrimazione. Fanno voti che tale manifestazione della Madre Celeste ecciti tutti a salutare penitenza ed a più viva devozione verso il Cuore Immacolato di Maria, auspicando la sollecita costruzione di un Santuario che perpetui la memoria del prodigio».

Il cardinale Ruffini con un giovanissimo beato Pino Puglisi

Come struttura di supporto a tutte queste opere di carità, il 25 marzo 1954 fondò l'Istituto secolare delle Assistenti Sociali Missionarie, che si preparavano alla loro attività nella Scuola superiore di Servizio sociale "S. Silvia", istituita dallo stesso cardinale e che continua ad operare nella sua missione a Palermo e in diverse città in Spagna e in Argentina.
Nell'ottobre dello stesso anno proclama, a conclusione del Congresso Mariano Regionale, la solenne consacrazione della Sicilia a Maria Santissima.
Il 9 giugno 1956 riceve la laurea honoris causa in filosofia dall'Università degli Studi di Palermo.
Nel 1964 gli viene conferita la cittadinanza onoraria di Palermo, e il 31 maggio 1965 riceve il riconoscimento Pontificio dell'Istituto delle assistenti sociali missionarie da lui fondate nel 1954. Vi è un documento illuminante per capire le linee direttrici dell'azione pastorale che del cardinal Ruffini: la lettera autografa che papa Giovanni XXIII gli inviò il 13 giugno 1960 nel cinquantesimo anniversario del suo sacerdozio.
Il Papa, dopo aver ricordato il suo apostolato romano, dove
, aggiunge:
(Ioannes p.p. XXIII)
 Ruffini, inoltre, mise in atto una vera mobilitazione per creare intorno alla Democrazia Cristiana l'unità politica dell'elettorato cattolico in funzione anticomunista.

### Il Concilio Vaticano II

Giovanni XXIII con il cardinale Ernesto Ruffini

Il 22 dicembre 1959, il cardinale Ernesto Ruffini fu nominato membro della Pontificia Commissione Centrale preparatoria del Concilio Ecumenico Vaticano II; è plausibile che avesse discusso con Giovanni XXIII i lavori preparatori intrapresi sotto Pio XII in un incontro avvenuto il 3 novembre precedente.
L'11 febbraio 1960, Ruffini inviò alla Commissione antepreparatoria del Concilio un documento contenente i suoi desiderata per l'imminente Concilio, come richiesto dalla stessa Commissione.
Il Concilio fu aperto in San Pietro l'11 ottobre 1962 e il cardinale Ruffini fece parte del Consiglio di Presidenza e partecipò attivamente al suo svolgimento per tutto l'arco della sua durata tra il 1962 e il 1965. Al Concilio Ruffini fu uno dei massimi esponenti dell'ala conservatrice del Coetus Internationalis Patrum. Come ricordano le cronache del tempo, il cardinale Ruffini pronunciò in aula più discorsi di tutti gli altri membri dell'assemblea, avvalendosi del diritto dei cardinali di prendere la parola per primi in apertura di congregazione generale.
Tenne complessivamente trentadue orazioni a cui devono aggiungersi tre interventi scritti, tutti pronunciati nel più classico latino. Durante lo svolgimento del Concilio, Ruffini si interessò particolarmente allo schema De Ecclesia, la futura costituzione Lumen Gentium, nonché allo schema De Ecclesia in mundo huius temporis, la futura costituzione Gaudium et Spes. Negli anni del Concilio, Ruffini cercò di mediare ai fedeli della sua arcidiocesi i temi che venivano discussi nel Concilio. In tal senso si pone la lettera pastorale Migliorare e crescere del 25 marzo 1965, che rappresenta, inoltre, la migliore chiave di lettura della sua visione del Concilio Vaticano II.

### Le posizioni di Ruffini di fronte alla mafia

Il cardinale Ruffini saluta i presenti durante una sua visita a Mantova (1960)

Ruffini, lombardo di nascita e fino ad allora romano d'adozione, a Palermo dovette affrontare un clima ed un ambiente che aveva purtroppo ampiamente sottovalutato il fenomeno mafioso. In un'intervista rilasciata nel 1959 sulle pagine de La Stampa), Ruffini affermava: 
Dopo pochi anni, il 30 giugno 1963, la città di Palermo fu resa tristemente nota per la sanguinosa strage di Ciaculli, che costò la vita di sette uomini tra poliziotti e carabinieri.
Fu proprio in occasione di questo evento che il pastore della comunità valdese di Palermo Pietro Valdo Panascia fece affiggere un manifesto in cui, pur non utilizzando mai il termine “mafia”, condannava apertamente l'avvenuto e faceva appello

Il cardinale Ruffini con il cardinale Tisserant

Dinanzi ai fatti di Ciaculli, il cardinale Ruffini espresse il suo cordoglio inviando due telegrammi al comandante della VI Brigata dei Carabinieri di Palermo e al Prefetto.
Nel primo dichiarava:
Nel secondo, indirizzato al Prefetto di Palermo, diceva:
 Da pochi giorni era stato elevato al soglio pontificio papa Paolo VI e l'eco della strage giunse fino in Vaticano; il 5 agosto 1963 giunse al card. Ruffini una lettera di mons. Angelo Dell'Acqua:
La risposta di Ruffini a mons. Dell'Acqua fu in qualche misura risentita.
È evidente che la risposta di Ruffini tradiva una certa irritazione per aver dovuto smentire qualunque commistione tra la fede cristiana e qualsivoglia mentalità criminale o mafiosa.

Paolo VI con il cardinale Ernesto Ruffini

In tale prospettiva, proseguiva Ruffini nella sua risposta a Dell'Acqua,
Sebbene il problema mafioso non sia stato del tutto compreso dal cardinale Ruffini, nessuna consapevole o colpevole omissione gli può essere addebitata.
L'anno successivo, il cardinale Ruffini affrontò pubblicamente il problema della mafia e, in occasione della Domenica delle Palme del 1964, pubblicò una lettera pastorale dal titolo Il vero volto della Sicilia che rappresenta il primo documento ufficiale di un vescovo siciliano e della Chiesa cattolica riguardo alla mafia.
La lettera evidenzia un chiaro intento di difesa della Sicilia e di distinzione dei siciliani rispetto alla mafia:
La lettera si compone di tre parti: una confutazione della «grave congiura per disonorare la Sicilia», della quale i principali colpevoli sono la mafia, Il Gattopardo e Danilo Dolci. In particolare, Ruffini credeva che la Sicilia fosse stata «di certo contro le intenzioni dell'Autore….», diffamata dal romanzo Il Gattopardo di Giuseppe Tomasi di Lampedusa. Al riguardo, si domandava:
 A proposito di Danilo Dolci in Sicilia, Ruffini affermava:
Affrontando il tema della mafia, Ruffini scriveva:
Inoltre, dopo aver riconosciuto – forse per primo – la mafia come «uno Stato nello Stato», scriveva:
In questa prospettiva, alcuni storici difendono Ruffini affermando che il suo intento, più che a minimizzare il fenomeno mafioso era volto a distinguerlo dall'autentica sicilianità. L'eco della lettera giunse fino alla Città del Vaticano e il 16 aprile 1964 il cardinal Amleto Cicognani della Segreteria di Stato scrisse:
Le reazioni a questa lettera furono molte e contrastanti fra loro e tra di esse molte addebitarono senza alcun fondamento a Ruffini di aver negato l'esistenza della mafia, che sarebbe stata un'invenzione dei comunisti. Al riguardo, valga l'analisi acutamente svolta dal Giudice Giovanni Falcone, che – in un articolo comparso su L'Unità il 31 maggio 1992, otto giorni dopo la sua morte – rilevava come negli anni del dopoguerra il fenomeno mafioso fosse stato totalmente sottovalutato sia da parte di tutti i mezzi di informazione, sia da parte di tutte le istituzioni dello Stato, politiche e giudiziarie.
Nel 1994 il cardinale Salvatore Pappalardo, arcivescovo di Palermo, in un'intervista rilasciata al Giornale di Sicilia il 25 febbraio di quell'anno ha scritto:
Successivamente, lo stesso cardinale Pappalardo – nell'ambito della manifestazione svoltasi a Palermo il 14 dicembre 2000 “Conferenza politici ad alto livello per la firma della Convenzione delle Nazioni Unite contro la criminalità organizzata transnazionale” – ebbe ad affermare:

### La morte

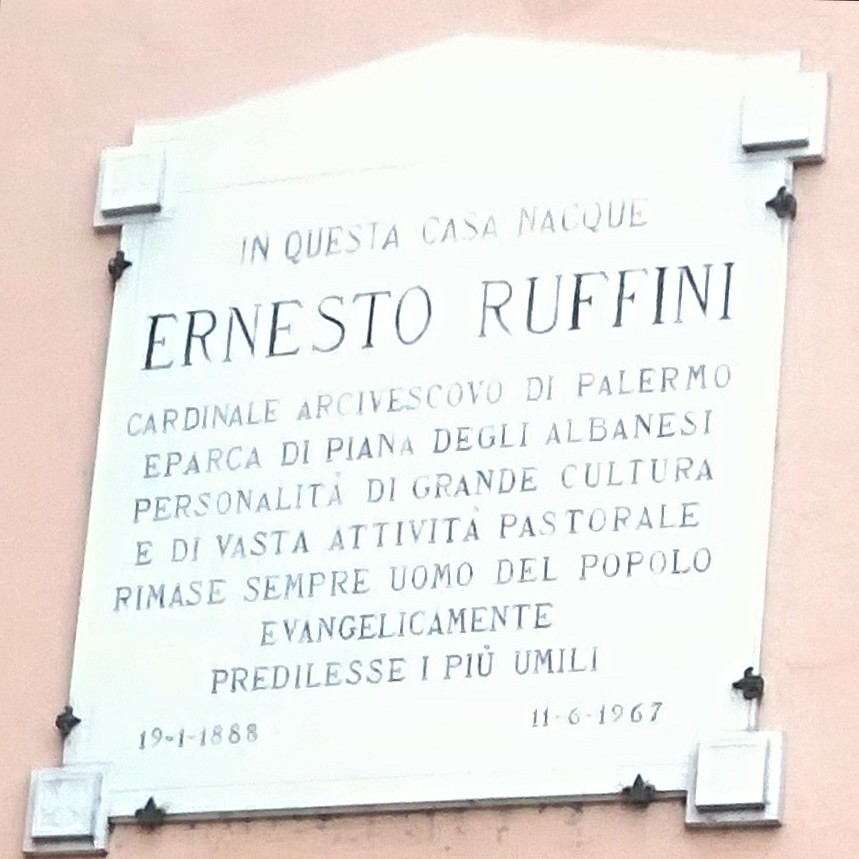
Targa in memoria di E. Ruffini nella sua casa natale

Ruffini, nelle ultime settimane di vita svolse le sue frequenti visite pastorali presso le nuove chiese parrocchiali della Mater Misericordiae e di San Paolo Apostolo a Borgo Nuovo. Presiedette la cerimonia d'erezione della nuova chiesa della Sacra Famiglia e la sera precedente al decesso si recò ad un incontro con i giovani dell'istituto Gonzaga, retto dai padri gesuiti. L'11 giugno 1967, alle 11,30 del mattino, morì nel cortile del palazzo arcivescovile di Palermo, dopo essersi recato a votare per le consultazioni elettorali per la Regione Siciliana.
Ruffini non volle essere sepolto nella cattedrale di Palermo, ma nella chiesa della Madonna dei Rimedi.
La lapide della sua tomba, per suo stesso desiderio, reca questa incisione:
La morte del card. Ruffini destò doloroso stupore nella Chiesa d'Italia e oltre. Paolo VI, nel suo lungo telegramma alla Chiesa di Palermo, se ne fece autorevole interprete:
(Paulus pp. VI)

## Galleria d'immagini

Il cardinale Ruffini con Evita Perón
Buenos Aires 1934. Congresso Eucaristico Internazionale, mons. Ruffini con l'allora Segretario di Stato card. Eugenio Pacelli.
L'ingresso a Palermo del neo cardinale Ruffini.
Il Cardinale durante una cerimonia solenne.
Il cardinale Ruffini nel suo studio.
Il card. Ruffini durante un discorso in omaggio a Pio XII.
Il card. Ruffini durante una funzione di rito bizantino a Piana degli Albanesi.
Un ritratto ufficiale.

## Pubblicazioni
- Auctoritas Divina Sacrae Scripturae seu de Inspiratione Biblica, (pro manuscripto)¸ Pont. Sem. Rom., Maj., Roma, 1916;
- Alcune questioni di geografia, archeologia e storia del nuovo Testamento, (pro manuscripto), Pont. Sem. Rom., Maj., Roma, 1916;
- Introductio specialis in libros Novi Testamenti, (pro manuscripto), Pont. Sem. Rom., Maj., Roma, 1916;
- Introductio in Vetus Testamentum, (pro manuscripto), Pont. Sem. Rom., Maj. Roma, 1917;
- Introductio in Novum Testamentum, (pro manuscripto), Pont. Univ. “De propaganda fide”, Roma, 1918;
- Introductio generalis in Novum Testamentum, (pro manuscripto), Pont. Univ. “De propaganda fide”, Roma, 1919;
- Introductio in Vetus Testamentum, (pro manuscripto), Pont. Univ. “De propaganda fide”, Roma, 1919;
- Introductio in Vetus Testamentum, (pro manuscripto), Pont. Univ. “De propaganda fide”, (Pars. I: Pentateuchus), Roma, 1919;
- Introductio in Vetus Testamentum, (pro manuscripto), Pont. Univ. “De propaganda fide”, (Pars. II: Libri historici, Pars. III: Libri prophetici. Pars. IV: Libri sapientiales), Roma, 1920;
- I cattolici possono risolvere la questione mosaica con la ipotesi documentaria?, in “La Scuola Cattolica” 18, (1920), 5, pp. 325 ss.;
- La Gerarchia della Chiesa negli Atti degli Apostoli e nelle Lettere di S. Paolo. Lateranum, Roma 1921;
- Introductio in Vetus Testamentum, (pro manuscripto), Pont. Univ. “De propaganda fide”, Roma, 1923;
- Cronologia Veteris et Novi Testamenti ina aeram nostram collata, Casa Editrice Nazionale, Roma, 1924;
- Introductio in S. Scripturam. Novum Testamentum, (Liber primus) Libreria F. Ferrari, Roma Società Editrice Nazionale, Torino, 1925;
- Exameron: vecchia e nuova questione, in “Athenaeum Urbanum” 1, (1925), 1-2, 50 ss.;
- Introductio in vetus Testamentum, (pro manuscripto), Pont. Univ. “De propaganda fide”, Roma, 1926;
- L'isola di Creta, in “Numero unico per il 50° della prima esposizione dell'immagine della Madonna del perpetuo soccorso in Roma”, Tipografia dell'Unione, 1926, 28 ss.
- Introductio in S. Scripturam. Novum Testamentum, (Liber alter) (pro manuscripto), Tipo Litografia Pioda, Roma, 1927;
- Introductio in Vetus Testamentum, (pro manuscripto), Tipo Litografia Pioda, Roma, 1927;
- Introductio generalis in Sacram Scripturam, (pro manuscripto), Ath. Propaganda fidei, Roma, 1928;
- Introductio in Vetus Testamentum, (pro manuscripto), - Pars. I, Ath. Pont. Sem. Rom. Maj. Et Propag. Fidei, Roma, 1928;
- Introductio in Vetus Testamentum, (pro manuscripto), Pars. I, Pars II, Pars. III, Pars IV, Ath. Seminarii Romani et Propag. Fidei, Roma, 1929;
- Introductio un S. Scripturam. Novum Testamentum, (liber alter) (pro manuscripto), Ath. Pont. Sem. Rom. Et Propag. Fidei, Roma, 1932;
- Strenuo difensore della Fede: il Card. Merry del Val, in CENCI P., Il Card. Merry del Val, LICE Roberto Berruti e C. ED., Roma, 1933;
- Maria nella vita odierna della Chiesa, in AA. VV., Studi Mariani, Ed. Ancora, Milano, 1943;
- Il sacerdote e la spiritualità di S. Francesco di Sales, in AA. VV., Il sacerdote e la spiritualità, Pont. Univ. Gregoriana, Roma, 1946;
- La teoria dell'evoluzione secondo la scienza e la fede, Orbis Catholicus (rappresentanza della Casa Editrice Herder), Roma, 1948;
- Voce Antitipo, in Enciclopedia Italiana di Scienze, Lettere ed Arti, vol. 3°, pag. 537, Istituto Enciclopedico Italiano fondato da Giovanni Treccani, Roma, 1950;
- Discorso pronunciato per l'apertura del Congresso Eucaristico Argentino e delle Vocazioni Ecclesiastiche, ottobre 1959, in Atti del V Congresso Eucaristico celebrado en la cividad de Rosario;
- Discorso pronunciato a chiusura del Congresso delle Vocazioni Sacerdotali del Teatro “El Circulo de Rosario”, ottobre 1950, in Atti del V Congresso Eucaristico celebrado en la cividad de Rosario;
- Omelia pronunciata nel Pontificale di chiusura del Congresso Nazionale Argentino, in Rosario, ottobre 1950, in Atti del V Congresso Eucaristico celebrado en la cividad de Rosario;
- The teory of evolution judged by reason and faith, versione inglese di La teoria dell'evoluzione secondo la scienza e la fede, a cura di Francis O'Hanlon, Joseph F. Wabner, Inc. New York City, 1959;
- Ricordando il grande Pontefice Pio XI, Scuola Tipografica Salesiana, Palermo, 1961;
- Discurso pronunciado en el Acto de clausura del XI Curso del estudios eticos-sociales de la Universidad Pontificia de Salamanca celebrado en Leon, Imprenta Catolica, Leòn, 1961;
- Lettere pastorali, Editrice Ancora, Roma, 1964;
- Lettera pastorale, Migliorare e crescere, Tip. Scuola grafica Don Orione, Palermo, 1965;
- Conferenze sociali e religiose, Editrice Ancora, Roma, 1965;
- Conferenze bibliche, Editrice Ancora, Roma, 1966;
- Conferenze varie, Editrice Ancora, Roma, 1967;
- Pensieri (a cura delle Assistenti Sociali Missionarie), Ed. Salvatore F. Flaccovio, Palermo, 1972.

## Genealogia episcopale e successione apostolica
La genealogia episcopale è:
- Cardinale Scipione Rebiba
- Cardinale Giulio Antonio Santori
- Cardinale Girolamo Bernerio, O.P.
- Arcivescovo Galeazzo Sanvitale
- Cardinale Ludovico Ludovisi
- Cardinale Luigi Caetani
- Cardinale Ulderico Carpegna
- Cardinale Paluzzo Paluzzi Altieri degli Albertoni
- Papa Benedetto XIII
- Papa Benedetto XIV
- Papa Clemente XIII
- Cardinale Marcantonio Colonna
- Cardinale Giacinto Sigismondo Gerdil, B.
- Cardinale Giulio Maria della Somaglia
- Cardinale Carlo Odescalchi, S.I.
- Cardinale Costantino Patrizi Naro
- Cardinale Lucido Maria Parocchi
- Papa San Pio X
- Papa Benedetto XV
- Papa Pio XII
- Cardinale Giuseppe Pizzardo
- Cardinale Ernesto Ruffini

La successione apostolica è:
- Arcivescovo Corrado Mingo (1951)
- Vescovo Filippo Aglialoro (1957)
- Vescovo Francesco Tortora, O.M. (1962)
- Vescovo Giuseppe Mancuso (1962)
- Vescovo Giuseppe Petralia (1963)

### Recensioni
- Fonck, L., La gerarchia della Chiesa negli Atti degli Apostoli e nelle Lettere di S. Paolo, in Biblica, 3 (1922) 3, 95-97;
- Ricciotti, G., Chronologia Veteris et Novi Testamenti in aeram nostram collata, in «La Scuola Cattolica», 53 (1925) 3, 63-64;
- Flick, M., La teoria dell'evoluzione secondo la scienza e la fede, in “Gregorianum”, 29 (1948) 3-4, 598-601;
- De Lorenzi, E., La teoria dell'evoluzione secondo la scienza e la fede, in «Medicina e Morale», 2 (1952) 2, 62.

### Atti, cronache e commenti
- Concilium Plenarium Siculum II et Decreta a Sacra Congregatione Concilii recognita, Typis Polyglottis Vaticanis, in Civitate Vaticana, 1954;
- A ricordo del Secondo Concilio Plenario Siculo (Palermo 14-22 giugno 1952), Priulla, Palermo (s.d.);
- Archidiocesi di Palermo: Sinodo Diocesano XIV celebrato dal l'Em. mo Reo. mo Signor Card. Ernesto Ruffini, Palermo (s.d.);
- Vaticano II: Costituzioni, Decreti e Dichiarazioni del Concilio, Ed. 5 Lune, Roma, 1966;
- Acta Synodalia S. Concilii Oecumenici Vaticani Typis Polyglottis Vaticanis, in Civitate Vaticana, 1970-1986 (28 voll.);
- Vaticano II: Bilancio e prospettive 25 anni dopo, 1962-1987 (a cura di LATOURELLE R.), Cittadella Editrice, Assisi, 1987